# Bezljudivka
Bezljudivka (in ucraino Безлюдівка?) è un insediamento rurale ucraino (9135 abitanti) nel distretto di Charkiv, nell'oblast' di Charkiv. Ospita l'amministrazione della comunità territoriale di Bezljudivka, una delle comunità territoriali dell'Ucraina..
Fino al 26 gennaio 2024 Bezljudivka era classificata come insediamento di tipo urbano. Da tale data è entrata in vigore una nuova legge che ha abolito questo status e Bezljudivka è stata riclassificata come insediamento rurale.
Bezljudivka è situata sul fiume Uda, 3 km a sud di Charkiv.
Il lago Bezljudovs'kyj è un'area ricreativa per gli abitanti dell'insediamento rurale.